# U–856
Az U–856 tengeralattjárót a német haditengerészet rendelte a brémai AG Wessertől 1941. június 5-én. A hajót 1943. augusztus 19-én vették hadrendbe. Egy harci küldetése volt, hajót nem süllyesztett el.

## Pályafutása
Az U–856 1944. február 24-én futott ki egyetlen járőrútjára Kielből, kapitánya Friedrich Wittenberg volt. Április 7-én az amerikai partok előtt az USS Champlin amerikai romboló és kísérője, a USS Huse mélységi bombákkal megsemmisítette. A támadást 28 német tengerész élte túl, 27 meghalt.

## Kapitány
| Név                  | Kezdőnap            | Zárónap          |
| -------------------- | ------------------- | ---------------- |
| Friedrich Wittenberg | 1943. augusztus 19. | 1944. április 7. |

## Őrjáratok
| Indulás | Indulónap         | Érkezés | Zárónap          |
| ------- | ----------------- | ------- | ---------------- |
| Kiel    | 1944. február 24. | *       | 1944. április 7. |

* A tengeralattjáró nem érte el úti célját, elsüllyesztették